# 36-я бронетанковая дивизия «Гааш»
36-я бронета́нковая диви́зия «Га́аш» (ивр. אוגדה 36, עוצבת געש‎) — регулярная бронетанковая дивизия в составе Северного военного округа Армии обороны Израиля, исполняющая роль дивизии-резерва Генштаба.

## Состав
В состав дивизии входят:

Состав 36-й бронетанковой дивизии «Гааш» на 2023 год.

- 1-я пехотная бригада «Голани», в состав которой входят:

 — 12-й пехотный батальон «Бара́к»;
 — 13-й пехотный батальон «Гидео́н»;
 — 51-й пехотный батальон «Ха-Бокъи́м ха-ришо́н»;
 — 631-й разведывательный батальон («Сайерет Голани»);
 — 7086-й резервный инженерный батальон «Алон» (с 2020 года);
 — Тренировочная база бригады (ивр. בא"ח גולני‎ бах Гола́ни);
 — 351-я рота связи бригадного подчинения.
- 7-я бронетанковая бригада «Саар ми-Голан», в состав которой входят:

 — 75-й танковый батальон «Ро́мах»;
 — 77-й танковый батальон «Оз»;
 — 82-й танковый батальон «Га́аш»;
 — 603-й инженерный батальон «Ла́хав»;
 — 353-я рота связи бригадного подчинения.
- 188-я бронетанковая бригада «Барак», в состав которой входят:

 — 53-й танковый батальон «Суфа́»;
 — 71-й танковый батальон «Ре́шеф»;
 — 74-й танковый батальон «Са́ар»;
 — 605-й инженерный батальон «Ха-Ма́хац»;
 — 275-й резервный танковый батальон (с 2020 года)
 — 358-я рота связи бригадного подчинения;
 — Резервная разведывательная рота.
- 282-я артиллерийская бригада «Голан», в состав которой входят:

 — 334-й реактивный артиллерийский дивизион «Ра́ам» (M270);
 — 405-й самоходный артиллерийский дивизион «Наме́р»;
 — 411-й самоходный артиллерийский дивизион «Ке́рен»;
 — 404-й резервный самоходный артиллерийский дивизион «Шфифо́н»;
 — 9260-й резервный самоходный артиллерийский дивизион «Маге́н»;
 — Рота разведки целей бригадного подчинения;
 — Рота связи бригадного подчинения.
- 6-я резервная пехотная бригада «Эциони», в состав которой входят:

 — 9219-й резервный пехотный батальон «Мория»;
 — 9220-й резервный пехотный батальон «Бейт Хорон»;
 — 8103-й резервный пехотный батальон «Михмаш»;
 — 6408-й резервный разведывательный батальон «Йонатан»;
 — 8173-й резервный инженерный батальон «Ха-Галиль»;
 — Рота связи бригадного подчинения.
- Батальон связи дивизионного подчинения «Сион» (ивр. גדוד התקשוב שיאון‎).
- Дивизионная часть тылового обеспечения (ивр. אגד לוגיסטי אוגדתי‎).

## История

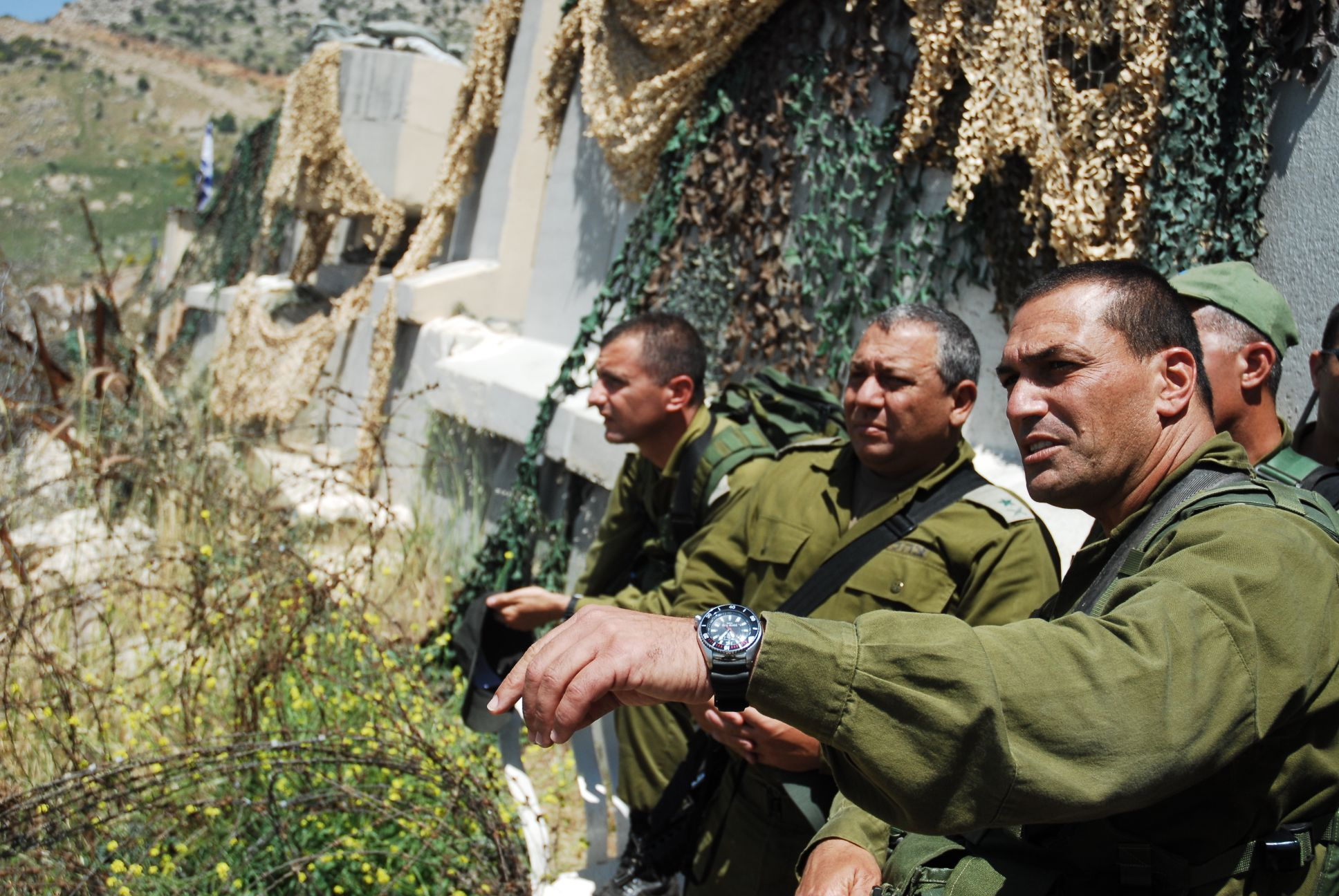
Командир 36-й дивизии (до 2011 года) Эяль Замир (справа) на осмотре северной границы Израиля

36-я дивизия была сформирована в 1954 году в качестве кадрированной части.
В ходе Шестидневной войны силы дивизии, тогда включавшие 3-ю пехотную бригаду «Александрони», 9-ю пехотную бригаду «Одед», 37-ю бронетанковую бригаду «Реэм», 45-ю бронетанковую бригаду «Барак» и 181-й танковый батальон окружного подчинения, приняли участия в боях в северной Самарии и на юге Голанских высот.
В ходе Войны Судного дня силы дивизии были направлены на противостояние сирийским войскам, вплотную подступившим к штабу дивизии в Нафахе. По окончании войны кадрированная дивизия была преобразована в регулярное дивизионное формирование.
В ходе операции «Литани» дивизия приняла участие в боях в восточном секторе южного Ливана, а во время Первой ливанской войны — в центральном секторе южного Ливана и в прибрежной зоне Ливана вплоть до окружения Бейрута.
До 2014 года дивизия исполняла дополнительно функции территориальной дивизии в отношении Голанских высот. В 2013 году, ввиду возрастания угрозы, исходящей от сирийской границы вследствие сирийской гражданской войны, Начальник Генштаба армии генерал-лейтенант Бени Ганц принял решение о передаче ответственности за территориальную оборону Голанских высот от дивизии «Гааш» дивизии «Нетив ха-Эш», превращая дивизию «Нетив ха-Эш», переименованную в «Ха-Башан», в территориальную дивизию и отводя дивизии «Гааш» роль дивизии-резерва Генштаба, способную вести боевые действия на разных участках фронта, включая северную границу, Ливан, сектор Газа и южную границу. Процесс передачи ответственности был завершён в январе 2014 года.
В ходе войны в секторе Газа, вызванной вторжением террористов ХАМАСа в Израиль 7 октября 2023 года, дивизия «Гааш» наступала на город Газа с севера вдоль побережья.
26 декабря 2023, после боёв в Шаджайе, что в западной части города Газы, дивизия вошла Эль-Бурейдж в центральной части сектора Газа. В результате боёв был уничтожен батальон «Шаджайя» и 900 террористов.
15 января 2024 года было принято решение о временном выводе дивизии из анклава.
На следующий день после вывода дивизии, из того места, где она была расположена, было выпущено террористами 50 ракет по городу Нетивот. Был разрушен магазин электротоваров.

## Командиры дивизии
| Имя                 | Период         | Комментарий |
| Авраам Йоффе        | 1954—1958      | В дальнейшем генерал-майор (алуф)                                                                                   |
| Цви Замир           | 1958—1962      | В дальнейшем генерал-майор (алуф) и директор «Моссада»                                                              |
| Узи Наркис          | 1962—1965      | В дальнейшем генерал-майор (алуф)                                                                                   |
| Элад Пелед          | 1965—1968      | Командир дивизии в ходе Шестидневной войны; в дальнейшем генерал-майор (алуф)                                       |
| Шмуэль Гонен        | 1968—1972      | В дальнейшем генерал-майор (алуф)                                                                                   |
| Рафаэль Эйтан       | 1972—1974      | Командир дивизии в ходе Войны Судного дня; в дальнейшем генерал-лейтенант (рав-алуф), 11-й Начальник Генштаба армии |
| Авигдор Бен Галь    | 1974—1976      | В дальнейшем генерал-майор (алуф)                                                                                   |
| Амир Дрори          | 1976—1977      | В дальнейшем генерал-майор (алуф)                                                                                   |
| Ури Ор              | 1977—1979      | В дальнейшем генерал-майор (алуф)                                                                                   |
| Ури Саги            | 1979—1980      | В дальнейшем генерал-майор (алуф)                                                                                   |
| Амрам Мицна         | 1980—1981      | В дальнейшем генерал-майор (алуф)                                                                                   |
| Авигдор Кахалани    | 1981—1982      | Командир дивизии в ходе Первой ливанской войны                                                                      |
| Матан Вильнаи       | 1982—1984      | В дальнейшем генерал-майор (алуф)                                                                                   |
| Йехуда (Юдке) Пелед | 1984—1986      | |
| Нати Голан          | 1986—1987      | |
| Меир Даган          | 1987—1989      | В дальнейшем генерал-майор (алуф) и директор «Моссада»                                                              |
| Амирам Левин        | 1989—1990      | В дальнейшем генерал-майор (алуф)                                                                                   |
| Ицхак Брик          | 1990—1992      | В дальнейшем генерал-майор (алуф)                                                                                   |
| Моше Иври-Сукеник   | 1992—1994      | В дальнейшем генерал-майор (алуф)                                                                                   |
| Шай Авиталь         | 1994—1996      | В дальнейшем генерал-майор (алуф)                                                                                   |
| Бени Лидор          | 1997—1999      | |
| Цвика Гендельман    | 1999—2001      | |
| Ави Мизрахи         | 2001—2003      | В дальнейшем генерал-майор (алуф)                                                                                   |
| Гершон, Ха-Коэн     | 2003—2005      | В дальнейшем генерал-майор (алуф)                                                                                   |
| Эли Райтер          | 2005—2007      | |
| Сами, Турджеман     | 2007—2009      | В дальнейшем генерал-майор (алуф)                                                                                   |
| Эяль Замир          | 2009—2011      | В дальнейшем 24-й Начальник Генштаба армии                                                                          |
| Тамир Хайман        | 2011—2013      | В дальнейшем генерал-майор (алуф)                                                                                   |
| Ицхак Турджеман     | 2013 — 2015    | В дальнейшем генерал-майор (алуф)                                                                                   |
| Яаков Банджо        | 2015 — 2018    | В дальнейшем генерал-майор (алуф)                                                                                   |
| Ави Гиль            | 2018 — 2020    | В дальнейшем генерал-майор (алуф)                                                                                   |
| Дан Нойман          | 2020 — 2022    | В дальнейшем генерал-майор (алуф)                                                                                   |
| Дадо Бар Калифа     | 2022 — 2024    | В дальнейшем генерал-майор (алуф)                                                                                   |
| Моран Омер          | с августа 2024 | |